# 스페인령 아메리카 독립 전쟁
스페인령 아메리카 독립 전쟁은 스페인령 아메리카의 여러 식민지에서 스페인 제국에 맞서 정치적 독립을 목적으로 여러 지역에서 벌어진 전쟁으로 유럽의 나폴레옹 전쟁 기간인 반도 전쟁 이후 발발한 독립 운동이다. 1809년 세빌레의 중앙위원회 군사정부에 반대하는 수크레와 키토에서 있었던 단기간의 군정이 전쟁의 도화선이었다.
1808년, 나폴레옹에 의한 스페인 왕위찬탈을 계기로 중남미 지역의 중앙 군사정부의 힘이 약해지면서 수많은 지역군벌들이 새로운 군사정부를 중남미 내 스페인 식민지에 세웠다. 스페인령 아메리카의 다양한 지역에서 왕정에 반대하는 시도가 있었지만, 이들은 곧바로 독립을 요구하는 것에는 관심이 없었으며 스페인의 중앙군사정부가 프랑스의 침공에 맞서는 것에 대한 지지가 주요 관심대상이었다. 몇몇 스페인령 아메리카인들은 독립이 필요하다고 보았지만 새로운 정부의 창립을 초기에 지지했던 이들은 프랑스로부터 지역 내의 자치권을 보존하는 방법으로 정부 수립을 제시한 것이었다. 이후 수 세기 동안 페르난도 4세의 통치 당시 스페인의 정치적 불안정이 대두되면서 스페인령 아메리카인들은 모국으로부터 독립을 추구하는 것을 확실시했다.
스페인령 아메리카 독립 전쟁은 정규전과 비정규전이 혼합된 양상이었고, 민족 해방전쟁과 내전이 섞여 있었다. 여러 식민지와 본국 스페인과의 분쟁은 19세기 아르헨티나와 칠레에서 멕시코에 이르기까지 새로운 독립국의 연속적인 탄생을 야기했다. 쿠바와 푸에르토리코는 1898년 스페인-미국 전쟁 때까지 스페인의 식민지로 남아 있었다. 초기에 세워진 신생 공화국은 인종분리식 체제와 독재주의, 카스타 제도, 종교 재판, 귀족 호칭과 같은 여러 구제도를 타파했다. 노예제는 즉각적으로 폐지되지는 않았지만 신생 공화국이 수립된지 25년이 지난 후에는 대부분 없어졌다. 신대륙에서 태어난 유럽계 민족인 크리올로와 혼혈인종인 메스티소가 정계에서 페닌술라를 대체했다. 크리올로는 문화적으로 전통적인 사회 구조의 상위층에 남아있었다. 이후 1세기 동안 자유주의와 보수주의가 반군들 사이에서 갈등을 빚게 되었다.

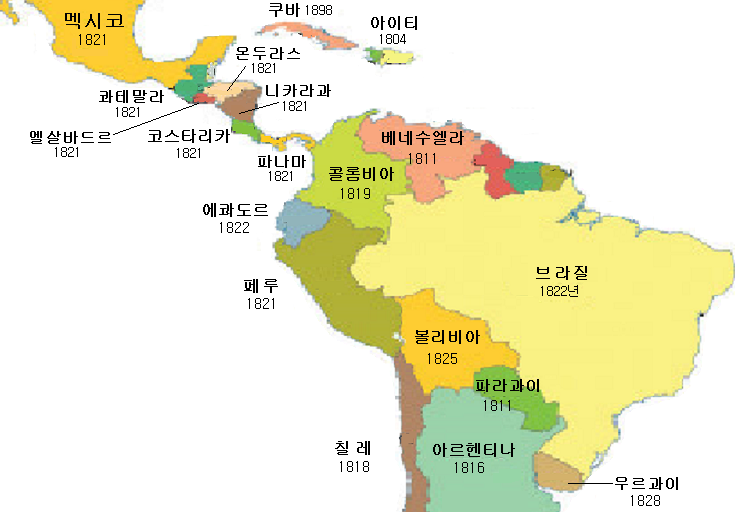
라틴 아메리카 독립 연도

스페인령 아메리카의 사건은 옛 프랑스 왕국의 생도맹그 식민지였던 아이티의 독립 전쟁과 연관이 있으며, 이후 브라질의 독립에 영향을 미쳤다. 특히 브라질과 스페인령 아메리카의 독립은 반도 전쟁 이후 촉발되었다는 점에서 공통적인 요소를 가지고 있다. 브라질을 포함한 라틴 아메리카에서 발생한 독립 전쟁은 계몽주의 사상에서 비롯된 문학적, 정치적 풍토에서 비롯되었으며 미국 독립 혁명과 프랑스 혁명을 포함하는 대서양 혁명의 영향을 받았다. 이 전쟁으로 인해 스페인령 아메리카는 경제적으로 피폐해지게 되었다,

## 같이 보기
- 필리핀 혁명
- 멕시코의 역사
- 누에바에스파냐
- 스페인령 동인도